# Brabham BT58
Brabham BT58 – samochód Formuły 1, zaprojektowany przez Johna Baldwina i Sergio Rinlanda dla zespołu Brabham. Samochód napędzały silniki Judd EV. Kierowcami byli Martin Brundle, Gregor Foitek i Stefano Modena. Głównym sponsorem była firma Bioptron. Kierowcy zdołali wywalczyć tym samochodem 10 punktów.

## Wyniki
| Legenda oznaczeń w tabelach wyników Wyświetl szablon na nowej stronie | Legenda oznaczeń w tabelach wyników Wyświetl szablon na nowej stronie                                                                     |
| Oznaczenie                                                            | Wyjaśnienie |
| --------------------------------------------------------------------- | --- |
| Złoty                                                                 | Zwycięzca lub mistrzostwo |
| Srebrny                                                               | 2. miejsce lub wicemistrzostwo |
| Brązowy                                                               | 3. miejsce lub II wicemistrzostwo |
| Zielony                                                               | Ukończył, punktował (w klasyfikacji generalnej, gdy zdobył co najmniej jeden punkt na przestrzeni sezonu, poza trzema powyższymi opcjami) |
| Niebieski                                                             | Ukończył, nie punktował (w klasyfikacji generalnej, gdy nie zdobył co najmniej jednego punktu na przestrzeni sezonu)                      |
| Czerwony                                                              | Nie zakwalifikował się (NZ) |
| Czerwony                                                              | Nie prekwalifikował się (NPK) |
| Różowy                                                                | Nie ukończył (NU) |
| Różowy                                                                | Niesklasyfikowany (NS) (w klasyfikacji generalnej, gdy nie został sklasyfikowany w żadnym wyścigu sezonu)                                 |
| Czarny                                                                | Zdyskwalifikowany (DK) |
| Czarny                                                                | Wykluczony (WYK/EX) |
| Biały                                                                 | Nie wystartował (NW) |
| Biały                                                                 | Kontuzjowany (K/INJ) |
| Biały                                                                 | Wyścig odwołany (OD/C) |
| Bez koloru                                                            | Został wycofany (WYC/WD) |
| Bez koloru                                                            | Nie przybył (NP/DNA) |
| Bez koloru                                                            | Nie brał udziału w treningach (NT/DNP) |
| Bez koloru                                                            | Nie został zgłoszony (–) |
| Pogrubienie                                                           | Start z pole position |
| Kursywa                                                               | Najszybsze okrążenie wyścigu |
| †                                                                     | Nie ukończył, ale jego rezultat został zaliczony ze względu na przejechanie więcej niż 90% dystansu wyścigu.                              |
| *                                                                     | Sezon w trakcie |
| 1/2/3                                                                 | Punktowana pozycja w sprincie kwalifikacyjnym                                                                                             |
| Lista systemów punktacji Formuły 1                                    | |

| Sezon | Zespół  | Silnik | Opony | Kierowcy       | 1   | 2   | 3   | 4   | 5   | 6   | 7   | 8   | 9   | 10  | 11  | 12  | 13  | 14  | 15  | 16  | Pkt. | Msc. |
| ----- | ------- | ------ | ----- | -------------- | --- | --- | --- | --- | --- | --- | --- | --- | --- | --- | --- | --- | --- | --- | --- | --- | ---- | ---- |
| 1989  | Brabham | Judd   | P     |                | BRA | SMR | MCO | MEX | USA | CND | FRA | GBR | DEU | HUN | BEL | ITA | POR | ESP | JPN | AUS | 8    | 9    |
| 1989  | Brabham | Judd   | P     | Martin Brundle | NU  | NU  | 6   | 9   | NU  | NPK | NPK | NU  | 8   | 12  | NU  | 6   | 8   | NU  | 5   | NU  | 8    | 9    |
| 1989  | Brabham | Judd   | P     | Stefano Modena | NU  | NU  | 3   | 10  | NU  | NU  | NU  | NU  | NU  | 11  | NU  | EX  | 14  | NU  | NU  | 8   | 8    | 9    |
| 1990  | Brabham | Judd   | P     |                | USA | BRA | SMR | MCO | CND | MEX | FRA | GBR | DEU | HUN | BEL | ITA | POR | ESP | JPN | AUS | 2    | 10   |
| 1990  | Brabham | Judd   | P     | Gregor Foitek  | NU  | NU  |     |     |     |     |     |     |     |     |     |     |     |     |     |     | 2    | 10   |
| 1990  | Brabham | Judd   | P     | Stefano Modena | 5   | NU  |     |     |     |     |     |     |     |     |     |     |     |     |     |     | 2    | 10   |